# Johannes Stobaeus (letterkundige)
Joannes Stobaeus (Grieks Ἰωάννης Στοβαίος of Στοβεύς), zo genoemd naar zijn geboorteplaats Stobi / Στόβοι, nu in Noord-Macedonië, was een Griekse geleerde die leefde in het begin van de 5e eeuw na Chr.
Hij raakte bekend door een omvangrijke bloemlezing die hij, aanvankelijk ten behoeve van zijn zoon Septimius, heeft samengesteld met thematisch gerangschikte citaten uit meer dan 500 Griekse auteurs, dichters en prozaïsten. De titel van dit compilatiewerk luidt "Ἀνθολόγιον" (d.i. "Bloemlezing") ofwel "Ἐκλογών ἀποφθεγμάτων ὑποθηκών βιβλία τέσσερα" (d.i. Vier boeken uitgelezen educatieve citaten").
Inhoudelijk is het werk als volgt opgebouwd:
- Boek I (waarvan de algemene inleiding over het belang van de wijsbegeerte verloren ging) bevat onderwerpen uit de fysica en de metafysica;
- Boeken II en III: vooral ethische problemen;
- Boek IV: politieke, sociale en huishoudelijke problemen.

Methode: na een korte presentatie van ieder thema volgen telkens passende citaten, eerst uit dichters, daarna uit prozaïsten. Onder de vele citaten die het werk bevat zijn procentueel de meeste afkomstig van Euripides, Menander, Sophocles en Theognis. Het belang van Stobaeus' werk, dat vermoedelijk op reeds bestaande bloemlezingen gebaseerd is, ligt vooral in de talrijke fragmenten uit sindsdien verloren gegane werken uit de Griekse oudheid.

## Verspreiding
In de Middeleeuwen werd het werk van Stobaeus op amateuristische wijze in twee delen gesplitst, waarbij het deel met de boeken I en II de titel "Ἐκλογαί" (of in het Latijn "Eclogae physicae et ethicae") kreeg, en dat met de boeken III en IV "Ἀνθολόγιον" (in het Latijn "Florilegium" of "Sermones"). De editio princeps (eerste gedrukte uitgave) van het Florilegium werd bezorgd door Franciscus Trincavelli (Venetië 1535), die van de Eclogae door Willem Canter (Antwerpen: Plantijn, 1575).
Stobaeus werd verscheidene malen in het Latijn vertaald, onder meer door Hugo de Groot: 'Dicta poetarum qvae apud Io. Stobaeum exstant' (1623). Pas vanaf ongeveer 1900 verschenen er vertalingen in andere talen.
- Bibsys: 90327471
- Biblioteca Nacional de España: XX1446822
- Bibliothèque nationale de France: cb130923431 (data)
- Catàleg d'autoritats de noms i títols de Catalunya: 981058520053006706
- CiNii: DA01310353
- Gemeinsame Normdatei: 118965786
- International Standard Name Identifier: 0000 0001 1300 8835
- Library of Congress Control Number: n83035348
- Nationale Bibliotheek van Tsjechië: mub20211127291
- Nationale bibliotheek van Australië: 35059122
- Nationale Bibliotheek van Israël: 987007268560905171
- Nationale Bibliotheek van Polen: a0000001144525
- Nationale en Universitaire bibliotheek Zagreb: 000635006
- Nederlandse Thesaurus van Auteursnamen: 163688354
- Réseau des bibliothèques de Suisse occidentale: 02-A000155929
- Istituto Centrale per il Catalogo Unico: SBLV274993
- LIBRIS: 226567
- Système universitaire de documentation: 031056261
- Trove: 814707
- Virtual International Authority File: 164895588
- WorldCat: E39PBJvhwcybWCjJbptBdxbyBP